# Chaceia ovoidea
Chaceia ovoidea är en musselart som först beskrevs av Gould 1851.  Chaceia ovoidea ingår i släktet Chaceia och familjen borrmusslor. Inga underarter finns listade i Catalogue of Life.